# Bad Boy (Ringo Starr)
| Recensione             | Giudizio    |
| ---------------------- | ----------- |
| AllMusic               | [ 1 ]       |
| Hervé Bourhis          | [ 2 ]       |
| Galleria Musical       |             |
| Rolling Stone Magazine | Sfavorevole |
| DeBaser                | [ 5 ]       |

Bad Boy è l'ottavo album solista di Ringo Starr, uscito il 21 aprile 1978 su etichetta Polydor/Portrait Records. Dopo solo 7 mesi da Ringo the 4th il batterista cercò di riconquistare i gusti del pubblico con Bad Boy, ma l'album fu un altro insuccesso, e nessuna delle due etichette rinnovò il suo contratto.

## Il disco

### Storia
Dopo lo scioglimento dei Beatles nel 1970, Ringo Starr aveva avuto una fortunata carriera solista, in particolar modo negli States, dove tutti i suoi dischi (ad eccezione di Beaucoups of Blues) erano entrati in Top 30 e contava una decina di singoli in Top 40, molti dei quali in Top 10 e tre di essi in prima posizione. Ma, con l'arrivo del 1977, ci fu un brusco arresto: l'LP Ringo the 4th fu un flop tremendo, ed arrivò ad una scarsissima 162ª posizione. Bad Boy doveva quindi risollevare le sorti del musicista, ma non accadde.

### I brani
L'LP presenta principalmente cover di brani rock 'n' roll registrati tra la fine degli anni cinquanta e gli anni settanta:
- Bad Boy: originariamente interpretato dai Jive Bombers; 1957;
- Lipstick Traces (On a Cigarette): originariamente interpretato da Benny Spellman; 1962;
- Where Did Our Love Go: originariamente interpretato dalle Supremes; 1964[7];
- Tonight: originariamente interpretato dagli Small Faces; 1977[9];
- Monkey See - Monkey Do: originariamente interpretato da Melissa Manchester; 1977[7].

L'unica altra cover ad apparire sul disco è Heart on My Sleeve, scritta e pubblicata da Gallagher & Lyle nel 1976. Dei restanti quattro brani, Who Needs an Heart ed Old Time Relovin' sono delle composizioni di Ringo, accreditato con il suo vero nome, Richard Starkey, e di Vini Poncia, Hard Times è un inedito, composto da Peter Skellern e A Man Like Me è l'adattamento di un pezzo cantato dal drummer su Scouse the Mouse, intitolato A Mouse Like Me; quando l'originale diceva "mouse", su Bad Boy Starr canta "man".

### Registrazione
Bad Boy venne registrato all'Elite Recording Studios alle Bahamas ed ai Can-Base Studios di Vancouver nel dicembre 1977; la backing band, formata da musicisti anonimi, è stata chiamata "Ringo's Roadside Attraction". Nelle sedute di registrazione, oltre le dieci tracce apparse sull'LP, vennero incisi anche due pezzi per la televisione giapponese, intitolati Simple Life ed I Love My Suit.

### Pubblicazione
Bad Boy venne pubblicato, sia negli USA che in Gran Bretagna, il 21 aprile 1978. L'LP prende il nome da un'omonima canzone, originariamente interpretata dai Jive Bombers nel 1957. Nuovamente, il design della copertina venne curato da John Kosh; le fotografie di copertina e dell'interno-disco sono state scattate da Nancy Andrews, mentre quella del retro-copertina da Ringo Starr in persona. Circa la scelta della copertina, in un'intervista per promuovere l'album al talk show di Phil Donahue, il batterista affermò che bisognava essere dei "cattivi ragazzi" per avere i gioielli ed il bicchiere di champagne. Nella stessa occasione, il musicista ricordò che divenne un "bad boy" quando abbandonò il lavoro per dedicare tutto il suo tempo alla musica.
Mentre la Polydor Records non aveva ancora cancellato il contratto con l'ex-beatle per la distribuzione dei suoi dischi in Gran Bretagna, dopo il flop di Ringo the 4th la Atlantic Records, la quale pubblicava i suoi dischi negli States, aveva lincenziato Starr, per cui quest'ultimo firmò con la piccola Portait Records, con la quale pubblicò solo questo 33 giri.
Per promuovere l'album, vennero girati due film per la televisione: uno, intitolato semplicemente Ringo, venne trasmesso il 26 aprile 1978 in America ed il 2 gennaio 1983 in Inghilterra; si trattava di una rivisitazione de Il principe e il povero. Il 21 luglio dello stesso anno Starr iniziò a filmare, a Monte Carlo, un medio-metraggio di mezz'ora per promuovere Bad Boy, ma non venne mai completato; una scena, nella quale Ringo e Nancy Andrews ballano, è stata utilizzata per il videoclip di Tonight.
Dall'album sono stati estratti vari singoli:
- Lipstick Traces (On a Cigarette) (b-side: Old Time Revolvin'): pubblicato negli USA tre giorni prima dell'album[12]; doveva uscire anche nella patria del batterista, tanto che la Polydor gli aveva già assegnato un numero di serie, ma l'idea venne scartata[15]
- Heart on My Sleeve (b-side: Who Needs a Heart): pubblicato negli USA il 6 giugno[12]
- Tonight (b-side: Heart on My Sleeve): pubblicato nel Regno Unito il 21 luglio[12]

Nessun singolo entrò in classifica.
Tre canzoni dell'album sono apparse in seguito su una raccolta: Who Needs a Heart, Heart on My Sleeve ed Hard Times, tutte e tre apparse su Starr Struck: Best of Ringo Starr, Vol.2 del 1989. La versione su CD, che non pubblicata in Gran Bretagna, non presenta bonus tracks. Venne commercializzata nel marzo 1991 dalla Epic Records.
L'album, che doveva rappresentare il come-back di Ringo dopo Ringo the 4th, fu nuovamente un flop: non entrò mai in classifica in patria, e raggiunse solo la 129° negli States. L'unico altro Stato dove il disco ebbe un posto in classifica è l'Australia: lì, Bad Boy giunse alla 98ª posizione, quindi ancora più bassa rispetto al precedente (65°). Anche le critiche rimasero su un livello basso: Rolling Stone Magazine ha definito la musica dell'LP come della "musica per cocktail inascoltabile", e Alan Clayson scrisse che si trattava di un "album-rigetto", lievemente migliore rispetto a quelli con l'Atlantic. William Ruhulmann di AllMusic ha affermato che c'era una buona scelta di canzoni, soffermandosi su Where Did Our Love Go, Heart on My Sleeve e Lipstick Traces, ma che non bastavano per risollevare le sorti della carriera dell'ormai ex-star. Un'altra critica stroncante all'LP è di Hervè Bourhis, che ha aggiunto all'album il sottotitolo di "O i danni dell'alcolismo...". Dopo quest'insuccesso, il batterista si ritirò dal mondo della musica per quasi tre anni, ritornando a registrare solamente nel 1980.

## Tracce
Lato A
1. Who Needs a Heart – 3:48 (Richard Starkey, Vini Poncia)
2. Bad Boy – 3:14 (Lil Armstrong, Avon Long)
3. Lipstick Traces (On a Cigarette) – 3:01 (Naomi Neville)
4. Heart on My Sleeve – 3:20 (Gallagher and Lyle)
5. Where Did Our Love Go – 3:15 (Eddie Holland, Lamont Dozier, Brian Holland)

Lato B
1. Hard Times – 3:31 (Peter Skellern)
2. Tonight – 2:56 (Ian McLagan, John Pidgeon)
3. Monkey See - Monkey Do – 3:36 (Michael Franks)
4. Old Time Revolvin' – 4:16 (Richard Starkey, Vini Poncia)
5. A Man Like Me – 3:08 (Ruan O'Lochlainn)

## Formazione
I musicisti sono prevalentemente anonimi.
- Ringo Starr: voce, batteria
- Push-a-Lone: chitarra solista
- Git-tar: chitarra ritmica
- Diesel: basso elettrico
- Morris Lane: tastiere
- Hamisch Bisonette: sintetizzatori
- Feat.: Vini Poncia's Peaking Duck Orchestra and Chorus[6][7]

L'arrangiamento dei corni è ad opera di Tom of the North.